# Tief im Riff
Tief im Riff ist ein kooperatives Kinder- und Brettspiel, das auf dem Spiel Der Rattenfänger von Hameln des 2004 verstorbenen Spieleautors Alex Randolph aufbaut. Das Spiel für zwei bis sechs Spieler ab fünf Jahren dauert etwa 20 Minuten pro Runde. Es ist im Jahr 2017 bei dem Verlag Amigo erschienen. 2018 wurde das Spiel mit dem österreichischen Spielepreis Spiel der Spiele als „Spiele Hit für Kinder“ ausgezeichnet und beim Grafikpreis Graf Ludo in die Auswahlliste für die schönste Kinderspielgrafik aufgenommen.

## Thema und Ausstattung
Bei dem Spiel versuchen die Spieler gemeinsam, möglichst viele Bewohner eines Korallenriffs zu finden. Dafür bewegen sie mit einem Würfel vier Fische durch das Riff und dürfen abhängig von der Anzahl der eigenen Fische an einer Stelle im Riff Riffbewohner aufdecken. Als Team gewinnen sie das Spiel gemeinsam, wenn sie es schaffen, alle Riffbewohner zu finden, bevor sie wieder gemeinsam am Startfeld ankommen.
Das Spielmaterial besteht neben einer Spieleanleitung aus:
- einem Spielplan mit dem Riff, Ruheplätzen für die Fische und Verbindungswegen zwischen denen,
- 4 Fischfiguren mit Standfüßen,
- 28 doppelseitig bedruckten Plättchen mit Meerestieren auf der einen und 1, 2, 3 oder 4 Luftblasen auf der anderen, sowie
- einem Würfel.

## Spielweise
Vor dem Spiel wird der Spielplan in der Tischmitte aufgebaut. Die vier Fischfiguren mit den Standfüssen werden auf das Startfeld am unteren Spielfeldrand aufgestellt und die Tierplättchen werden verdeckt mit der Blasenseite nach oben im Riff verteilt, wobei die Wege und Ruheplätze frei bleiben müssen. Den Würfel bekommt ein zufällig bestimmter Startspieler (entsprechend den Regeln: „Wer zuletzt ein Aquarium besucht hat“).
Beginnend mit einem Startspieler wird das Spiel im Uhrzeigersinn gespielt. Der jeweils aktive Spieler würfelt mit den sechsseitigen Würfel und bespricht sich vor seinem Zug mit seinen Mitspielern. Danach zieht er einen ausgewählten Fisch um die gewürfelte Augenzahl vorwärts. Dabei geben die kleinen roten Pfeilfische an den Wegen die Zugrichtung des jeweiligen Weges vor. Befindet sich der ausgewählte Fisch auf einem Feld mit einem „freundlichen Kraken“ und würfelt der Spieler eine „6“, darf er eine beliebige Anzahl Schritte von einem bis sechs ziehen. Abhängig von der Anzahl der Fische auf dem erreichten Ruheplatz werden nun Plättchen mit Meerestieren umgedeckt. Dabei muss die Anzahl der Blasen der Anzahl der Fische entsprechen, wobei auch mehrere Plättchen gemeinsam die Anzahl der Fische erreichen dürfen. Werden Plättchen mit mehr Blasen umgedreht können dafür andere mit der entsprechenden Anzahl wieder verdeckt werden.
Wenn ein Fisch das Startfeld erreicht, bleibt er dort stehen und darf in der Folge nicht mehr bewegt werden. Das Spiel endet, wenn der vierte und damit letzte Fisch wieder auf dem Startfeld angekommen ist. Das Team hat das Spiel gewonnen, wenn bis dahin alle Meerestiere im Riff umgedreht sind. Ist es den Spielern nicht gelungen, bis zu diesem Zeitpunkt alle Meerestiere aufzudecken, haben sie das Spiel verloren.

## Geschichte und Rezeption
Das Spiel Tief im Riff wurde von einem Redaktionsteam des Spieleverlages Amigo auf der Basis des 1993 beim Verlag Herder erschienenen Spiel Der Rattenfänger von Hameln des 2004 verstorbenen Spieleautors Alex Randolph entwickelt und zu den Internationalen Spieltagen 2017 herausgegeben. Als Illustratorin konnte Doris Matthäus gewonnen werden.
Im Juni 2018 wurde das Spiel mit dem österreichischen Spielepreis Spiel der Spiele als „Spiele Hit für Kinder“ ausgezeichnet und beim Grafikpreis Graf Ludo in die Auswahlliste für die schönste Kinderspielgrafik aufgenommen.

## Belege
1. 1 2 3 4  Tief im Riff, Spieleanleitung 2017, Download auf der Website bei Amigo; abgerufen am 30. Juni 2018
2. ↑  Tief im Riff, Versionen bei BoardGameGeek. Abgerufen am 30. Juni 2018.
3. ↑  Die ausgezeichneten Spiele 2018, Pressemitteilung der Wiener Spiele Akademie, 23. Juni 2018; abgerufen am 30. Juni 2018
4. ↑  GRAF LUDO 2018 - Die Auswahlliste (Memento des Originals vom 1. Oktober 2017 im Internet Archive)  Info: Der Archivlink wurde automatisch eingesetzt und noch nicht geprüft. Bitte prüfe Original- und Archivlink gemäß Anleitung und entferne dann diesen Hinweis.; abgerufen am 30. Juni 2018